# Кіппель
Кіппель (нім. Kippel) — громада  в Швейцарії в кантоні Вале, округ Західний Рарон.

## Географія
Громада розташована на відстані близько 70 км на південь від Берна, 37 км на північний схід від Сьйона.
Кіппель має площу 11,7 км², з яких на 1,7% дозволяється будівництво (житлове та будівництво доріг), 23,3% використовуються в сільськогосподарських цілях, 35,3% зайнято лісами, 39,7% не є продуктивними (річки, льодовики або гори).
Наприкінці травня 2025 року влада оголосила часткову евакуацію Кіппеля через затоплення сусіднього села Блаттена.

## Демографія
2019 року в громаді мешкало 318 осіб (-15,2% порівняно з 2010 роком), іноземців було 3,8%. Густота населення становила 27 осіб/км².
За віковим діапазоном населення розподілялося таким чином: 11,9% — особи молодші 20 років, 56,9% — особи у віці 20—64 років, 31,1% — особи у віці 65 років та старші. Було 140 помешкань (у середньому 2,2 особи в помешканні).
Із загальної кількості 117 працюючих 9 було зайнятих в первинному секторі, 4 — в обробній промисловості, 104 — в галузі послуг.